# Jim Elder
James Robert Elder –conocido como Jim Elder– (Toronto, 27 de julio de 1934) es un jinete canadiense que compitió en las modalidades de concurso completo y salto ecuestre.
Participó en seis Juegos Olímpicos de Verano entre los años 1956 y 1984, obteniendo dos medallas, bronce en Estocolomo 1956 (concurso completo) y oro en México 1968 (salto ecuestre). Ganó seis medallas en los Juegos Panamericanos entre los años 1959 y 1983.

## Palmarés internacional
| Juegos Olímpicos     | Juegos Olímpicos         | Juegos Olímpicos  | Juegos Olímpicos |
| Año                  | Lugar                    | Medalla           | Categoría        |
| -------------------- | ------------------------ | ----------------- | ---------------- |
| 1956                 | Estocolmo (Suecia)       | Medalla de bronce | Por equipos      |
| Juegos Panamericanos |                          |                   |                  |
| Año                  | Lugar                    | Medalla           | Categoría        |
| 1959                 | Chicago (Estados Unidos) | Medalla de oro    | Por equipos      |

| Juegos Olímpicos     | Juegos Olímpicos          | Juegos Olímpicos  | Juegos Olímpicos |
| Año                  | Lugar                     | Medalla           | Categoría        |
| -------------------- | ------------------------- | ----------------- | ---------------- |
| 1968                 | Ciudad de México (México) | Medalla de oro    | Por equipos      |
| Juegos Panamericanos |                           |                   |                  |
| Año                  | Lugar                     | Medalla           | Categoría        |
| 1967                 | Winnipeg (Canadá)         | Medalla de bronce | Por equipos      |
| 1971                 | Cali (Colombia)           | Medalla de oro    | Por equipos      |
| 1975                 | Ciudad de México (México) | Medalla de bronce | Por equipos      |
| 1983                 | Caracas (Venezuela)       | Medalla de plata  | Individual       |
| 1983                 | Caracas (Venezuela)       | Medalla de plata  | Por equipos      |